# 议会广场 (波尔多)

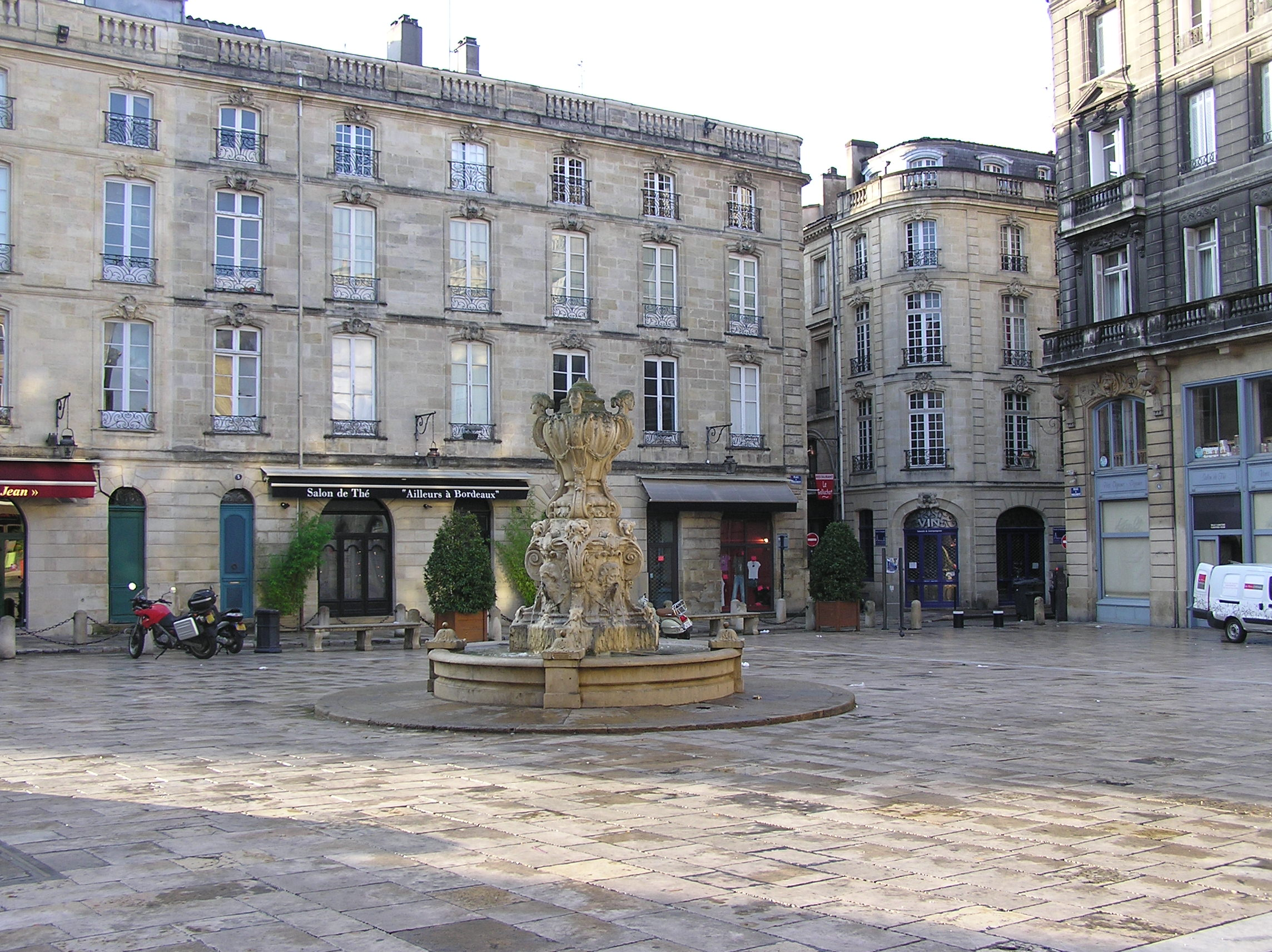
议会广场

议会广场（place du Parlement）是法国城市波尔多市中心的一个意大利式广场，邻近交易所广场和圣皮埃尔广场。1952年4月17日列为法国历史古迹。

## 地理
东北：劳雷尔街（rue des Lauriers），东西向：议会圣凯瑟琳街（rue du parlement Saint-Catherine），南北向（对加龙河）:菲利帕尔街（rue Fernand-Philippart）, au Sud-Ouest : la rue du Pas-Saint-Georges.

## 历史
议会广场开辟于1760年，最初名为皇家市集广场（place du Marché Royal），在法国大革命中改名为自由广场（place de la Liberté）。目前的名称得名于1451成立、1790年取消的波尔多议会。 
广场地面于1980年重新使用金色大理石装修。 

## 建筑
周边均为18世纪上半叶的建筑物，外墙装饰华丽。
议会喷泉安装于第二帝国时期的1865年，由波尔多建筑师路易斯·加洛斯设计。